# Yo, traidor
Yo, traidor es una película de suspenso político argentino de 2022 dirigida por Rodrigo Fernández Engler. Narra la historia de un joven y ambicioso abogado que convence a su familia de vender el negocio que tienen juntos y así comenzar su propio imperio a espaldas de ellos. Está protagonizada por Mariano Martínez, Jorge Marrale, Arturo Puig, Osvaldo Santoro, Mercedes Lambre, Sergio Surraco y Francisco Cataldi. La película tuvo su estreno limitado en las salas de cines de Argentina el 6 de enero de 2022 bajo la distribución de Batata Films.
La película tuvo una recepción medianamente favorable por parte de la crítica especializada, quienes elogiaron la actuación de Puig, mientras que otros se dividieron sobre la interpretación de Martínez. En el sitio web Todas las críticas tiene un porcentaje de aprobación del 67%.

## Sinopsis
A partir de la venta del negocio familiar, Máximo (Mariano Martínez) le pide a su padre Francisco (Jorge Marrale) una parte del dinero para abrirse camino. Desde entonces, se traslada a la Patagonia para seguir con el mismo negocio, pero asociado con Caviedes (Arturo Puig), un empresario que fue el nexo para concretar la venta de la compañía familiar. De esta manera, Máximo comienza a construir su propio imperio, a espaldas de su padre y hermano, pero entra en conflicto con Coletto (Osvaldo Santoro) por la ley de pesca desatando un enfrentamiento que pareciera ser no tener límite alguno.

## Reparto
- Mariano Martínez como Máximo Ferradas
- Jorge Marrale como Francisco Ferradas
- Osvaldo Santoro como Coletto
- Arturo Puig como Antonio Caviedes
- Mercedes Lambre como Maite
- Sergio Surraco como Darío Ferradas
- Francisco Cataldi como Aguilar
- David Kloehr como Braxton Taylor
- Renzo Fabiani como Freites
- Adrián Fondari como Reyes
- Nicolás Nakayama como Amaral

## Recepción

### Comentarios de la crítica
La película recibió críticas positivas a mixtas por parte de la prensa. Belén Couto Buccafusca del sitio Cuatro Bastardos calificó a la película con un 8, diciendo que «desde el guion hasta el tratamiento del color [...] el filme tiene un norte claro» y destacó tanto la actuación de Puig, como de Martínez y catalogó la interpretación de Lambre como «angelada». Por su parte, Ignacio Dunand del portal El Destape Web elogió la actuación de Martínez resaltando que «ofrece una de sus interpretaciones más maduras hasta el momento, se hace presente en él una búsqueda por superarse, lo consigue y llega a registros dramáticos que sorprenden», pero que el problema de la cinta está «en el último tercio de la película y es la destrucción total del clímax que lentamente se va tejiendo sobre la historia». Por su lado, Emiliano Basile de Escribiendo Cine puntuó al filme con un 7, comentando que «está bien actuada y mejor filmada, con estéticos planos y movimientos de cámara que “cuentan” por sí solos la historia de un hombre que choca contra sus propias ambiciones y debe aprender la lección». Catalina Dlugi de El Portal de Catalina consideró que Martínez está «bien dirigido y en escenas creíbles y logradas [...], donde tiene la oportunidad de demostrar que es un actor comprometido y que puede profundizar en ese ser oscuro que tendrá alguna posibilidad de perdón».
Por otra parte, Ezequiel Boetti de Otros Cines manifestó que «Yo, traidor funciona mejor como la fábula de ascenso de un inescrupuloso antihéroe de traje y corbata que como estudio de un personaje al que Mariano Martínez no logra darle los matices necesarios: hay una distancia insalvable entre su inexpresividad y su malicia». El diario Ámbito remarcó que la película «tiene una trama elaborada que lamentablemente se apoya sólo en diálogos y casi nada en la acción» y que «en lo técnico el film no está mal, hay un buen elenco en el que Arturo Puig tiene los mejores momentos y por supuesto no faltan las bonitas postales patagónicas».